# Christoph Knasmüllner
Christoph Knasmüllner (* 30. April 1992 in Wien) ist ein österreichischer Fußballspieler.

## Karriere

### Vereine
Vom siebten bis zehnten Lebensjahr spielte Knasmüllner in der Jugendabteilung des viertklassigen FC Stadlau, der in der Wiener Stadtliga seine Spiele bestritt. Bis zum sechzehnten Lebensjahr kickte er in der Jugendabteilung des FK Austria Wien. In dieser Zeit besuchte er von 2006 bis 2008 die von Frank Stronach 2000 in Hollabrunn gegründete und nach diesem benannte Fußball-Akademie zur Ausbildung von Nachwuchsfußballern. 2008 wechselte er nach Deutschland in die Jugendabteilung des FC Bayern München und war dort bis 2009 aktiv.
Zur Saison 2009/10 wurde er in den Kader der zweiten Mannschaft aufgenommen und debütierte – infolge mehrerer gesperrter Spieler – am 21. November 2009, dem 17. Spieltag, beim 1:1-Unentschieden im Heimspiel gegen Eintracht Braunschweig in der 3. Liga. Mit dem Führungstor am 27. Februar 2010, dem 26. Spieltag, beim 2:0-Heimspielerfolg über die zweite Mannschaft des VfB Stuttgart erzielte er auch seinen ersten Treffer im Seniorenfußball.
Knasmüllner war in der Saison 2010/11 Stammspieler der zweiten Mannschaft. Da er aber keine Chance auf einen Einsatz in der Bundesligamannschaft sah – er gehörte dem Profi-Kader am 16. Oktober 2010 (8. Spieltag) beim 3:0 im Heimspiel gegen Hannover 96 an, blieb aber ohne Einsatz –, kündigte er an, seinen im Sommer 2011 auslaufenden Vertrag nicht zu verlängern. Bereits in der Winterpause wechselte er vom FC Bayern München zum italienischen Klub Inter Mailand, in dessen Primavera-Mannschaft er eingesetzt wurde.
Nach einem halben Jahr und acht Einsätzen im Nachwuchsteam der Mailänder kehrte Knasmüllner zurück nach Deutschland. Zu Beginn der Saison 2011/12 wechselte er zum FC Ingolstadt 04 in die 2. Bundesliga und gab für diesen sein Debüt am 11. September 2011 (7. Spieltag) bei der 1:4-Niederlage im Auswärtsspiel gegen den 1. FC Union Berlin mit Einwechslung in der 73. Minute für José-Alex Ikeng. Am 16. September 2011 (8. Spieltag) gelang ihm beim 4:2-Sieg im Heimspiel gegen Dynamo Dresden mit dem Treffer zum Endstand in der Nachspielzeit auch sein erstes Tor. In den darauffolgenden Saisons konnte sich Knasmüllner jedoch nicht durchsetzen und pendelte überwiegend zwischen Reserveteam und Ersatzbank der ersten Mannschaft.
Im Sommer 2014 wechselte Knasmüllner ablösefrei zum Bundesligisten FC Admira Wacker Mödling. Für diesen kam er am 19. Juli 2014 (1. Spieltag) bei der 1:4-Niederlage im Heimspiel gegen den Wolfsberger AC erstmals zum Einsatz.
Im Jänner 2018 wechselte er zum englischen Zweitligisten FC Barnsley, bei dem er einen bis zum 30. Juni 2020 datierten Vertrag erhielt. Sein Debüt gab er am 24. Februar 2018 (34. Spieltag) beim 2:0-Sieg im Auswärtsspiel gegen Birmingham City.
Nach dem Abstieg kehrte er zur Saison 2018/19 nach Österreich zurück, wo er sich dem SK Rapid Wien anschloss, bei dem er einen bis Juni 2021 laufenden Vertrag erhielt. Im Juni 2021 wurde bekannt, dass er seinen Vertrag bei Rapid um weitere zwei Jahre verlängerte. Nach dem Ende seines Vertrags verließ er Rapid nach der Saison 2022/23.
Anschließend wechselte er im August 2023 erneut ins Ausland, diesmal nach Polen zum Viertligisten Wieczysta Krakau. Für Wieczysta kam er insgesamt zu zehn Einsätzen in der 3. Liga, mit dem Team stieg er in die 2. Liga auf. Im August 2024 wurde sein Vertrag in Krakau aufgelöst.
Nach einem halben Jahr ohne Klub kehrte Knasmüllner im Jänner 2025 zur mittlerweile zweitklassigen Admira zurück. Für die Admira kam er zu elf Zweitligaeinsätzen, in denen er einmal traf. Zur Saison 2025/26 wechselte er zu Ligakonkurrent SV Stripfing.

### Nationalmannschaft
Seinen ersten Einsatz hatte er in der U-16-Nationalmannschaft am 13. November 2007 in einem Testspiel gegen die Türkei in Istanbul. Er spielte von Beginn an und wurde – zusammen mit drei Mitspielern – zur Halbzeitpause ausgewechselt. Das Spiel wurde mit 0:4 verloren.
In der U-17-Nationalmannschaft Österreichs kam er 17-mal zum Einsatz, dabei erzielte er acht Tore. Für die U-18-Nationalmannschaft spielte er erstmals am 16. September 2009 gegen die Schweiz, auch am 21. Oktober gegen Bulgarien kam er zum Einsatz.
In der U-19-Nationalmannschaft debütierte er am 25. Mai 2010 im Spiel gegen die Schweiz. Beim 2:0-Sieg über Serbien zwei Tage später erzielte er seinen ersten Treffer. Mit seinen zwei Toren am 30. Mai 2010 beim 4:3-Erfolg über Dänemark gelang die Qualifikation zur U-19 Europameisterschaft 2010 in Frankreich, für die er am 5. Juli 2010 von Trainer Andreas Heraf in den 18-Mann-Kader berufen wurde. In den Gruppenspielen gegen England und Frankreich kam er zum Einsatz. Das dritte Spiel absolvierte er jedoch nicht mehr, da er für den FC Bayern in der 3. Liga auflaufen musste.
Im Oktober 2017 wurde er erstmals in den Kader der A-Nationalmannschaft berufen.

## Erfolge
- Zweiter der B-Jugend-Meisterschaft 2009